# Савво-Борзинське сільське поселення
Са́вво-Бо́рзинське сільське поселення (рос. Савво-Борзинское сельское поселение) — сільське поселення у складі Александрово-Заводського району Забайкальського краю Росії.
Адміністративний центр та єдиний населений пункт — село Савво-Борзя.

## Населення
Населення сільського поселення становить 165 осіб (2019; 212 у 2010, 297 у 2002).